# Zorzines kanazawai
Zorzines kanazawai là một loài bướm đêm trong họ Noctuidae.